# Dziedzictwo Hogwartu
Dziedzictwo Hogwartu (ang. Hogwarts Legacy) – fabularna gra akcji z 2023 roku wyprodukowana przez Avalanche Software, wydana przez Warner Bros. Games pod szyldem Portkey Games. Stanowi część franczyzy Wizarding World, a jej akcja rozgrywa się pod koniec XIX wieku – ponad sto lat przed wydarzeniami z Harry’ego Pottera. Gracz wciela się w ucznia Szkoły Magii i Czarodziejstwa w Hogwarcie, który z pomocą nauczycieli i innych uczniów stara się poznać starożytne tajemnice świata czarodziejów.
Dziedzictwo Hogwartu jest pierwszą grą Avalanche stworzoną po przejęciu studia przez Warner Bros. w 2017 roku. Prace nad nią rozpoczęły się w 2018, w tym samym roku do Internetu wyciekły wczesne materiały przedstawiające rozgrywkę. Jej powstawanie oficjalnie potwierdzono w 2020; od tego czasu była kilkukrotnie przekładana, stała się jednak jedną z najbardziej wyczekiwanych produkcji. Przed premierą Dziedzictwo Hogwartu spotkało się także z krytyką ze względu na odbierane jako transfobiczne wypowiedzi J.K. Rowling, autorki Harry’ego Pottera, oraz oskarżenia o stosowanie antysemickich motywów, przez co część opinii publicznej nawoływała do jego bojkotu. Premiera odbyła się 10 lutego 2023 na platformach PlayStation 5, Windows i Xbox Series. Wersja na PlayStation 4 i Xboksa One trafiła do sprzedaży 5 maja 2023, a w listopadzie 2023 na Nintendo Switcha.
Przed premierą produkcja pobiła rekord widzów na Twitchu, co uczyniło ją najchętniej oglądaną na tej platformie grą dla jednego gracza w historii. Dziedzictwo Hogwartu spotkało się z ogólnie pozytywnym przyjęciem ze strony recenzentów, chwalących walkę, projekt świata i postacie, krytykujących jednak zadania poboczne, problemy techniczne i nieinteresujący otwarty świat. W ciągu dwóch tygodni od premiery sprzedano ponad 12 mln kopii gry, co przełożyło się na 850 mln przychodu dla wydawcy. W tym czasie gracze spędzili przy niej 280 mln godzin, co stanowiło rekord dla gry wydanej przez Warner Bros. Games.

## Opis

### Świat przedstawiony i postacie
Fabuła gry osadzona jest w 1890 roku i rozgrywa się w miejscach znanych z Wizarding World, przede wszystkim w zamku Hogwart i wiosce Hogsmeade w szkockich Highlands. Gracz wciela się w ucznia szkoły (Sebastian Croft / Amelia Gething) rozpoczynającego naukę od piątego roku, potrafiącego władać zapomnianą przez większość starożytną magią, która w niewłaściwych rękach może stanowić zagrożenie dla świata czarodziejów. Przy pomocy swojego mentora i innych uczniów stara się odkryć dlaczego ten rodzaj magii został zapomniany, a zarazem powstrzymać złoczyńców chcących wykorzystać ją do swoich celów.
Mentorem grywalnej postaci jest profesor Eleazar Fig (Nicholas Guy Smith), żywo interesujący się trwającą właśnie rebelią goblinów oraz starożytną magią. Wśród innych ważniejszych postaci spotykanych przez gracza znajdują się m.in. profesor wróżbiarstwa Mudiwa Onai (Kandace Caine) i nauczycielka astrologii Satyavati Shah (Sohm Kapila), dyrektor Hogwartu Phineas Nigellus Black (Simon Pegg) i wicedyrektorka Matylda Weasley (Lesley Nicol). Postać może zaprzyjaźnić się ze ślizgonem Sebastianem Sallowem (Alfie Nugent) poszukującym lekarstwa na nieznaną chorobę, na którą zapadła jego siostra; gryfonką Natsai Onai (Jessica Hayles) chcącą chronić mieszkańców okolicznych miejscowości przed goblinami i Rookwoodem; oraz puchonką Poppy Sweeting (Alice Haldane), miłośniczką magicznych stworzeń walczącą z kłusownikami. Wszyscy troje mogą towarzyszyć grywalnej postaci podczas wykonywania niektórych zadań. Głównymi antagonistami są przywódca rebelii goblinów Ranrok (Matthew Waterson) oraz Wiktor Rookwood (Jason Anthony), lider grupy czarnoksiężników znanych jako Popiełki. Zgodnie z prawem czarodziejów gobliny oraz inne inteligentne humanoidalne stworzenia nie mogą nosić ani używać różdżek i są traktowani jako obywatele drugiej kategorii, co w przeszłości prowadziło już do powstań goblinów. Ranrok w przeszłości doświadczył cierpienia ze strony czarodziejów, co doprowadziło do tego, że ostatecznie wypowiedział im wojnę.

### Fabuła
Źródło: Game8, Twinfinite
Profesor Fig zgadza się nauczyć nowego ucznia podstawowych zaklęć, zanim ten rozpocznie naukę w Hogwarcie, a w dniu rozpoczęcia roku szkolnego odeskortować go Londynu do szkoły. Podczas podróży badają nieznany artefakt. Kiedy ich powóz zostaje zaatakowany przez smoka, artefakt okazuje się być świstoklikiem, dzięki któremu trafiają do Banku Gringotta, a tam do starej krypty. W niej uczeń dowiaduje się, że widzi ślady starożytnej magii. Przed ucieczką do Hogwartu uczeń i Fig zostają zaatakowani przez Ranroka.
Jakiś czas po rozpoczęciu roku szkolnego uczeń i Fig odkrywają pod Hogwartem starożytne pomieszczenie – Komnatę Mapy – a w niej portrety czworga byłych hogwarckich profesorów, nazywających samych siebie „obrońcami”. Ci wyjawiają, że przed wiekami poprzysięgli chronić tajemnic starożytnej magii przed światem czarodziejów. Uczeń dowiaduje się, że piąta obrończyni – Izydora Morganach – skonfliktowała się z pozostałymi i stworzyła ukryte repozytorium starożytnej magii. Ranrok, przywódca trwającej rebelii goblinów przeciwko czarodziejom, chce je odnaleźć i wykorzystać jego moc. W tym celu sprzymierzył się z grupą czarnoksiężników pod przywództwem Rookwooda, potomka jednego ze obrońców.
Żeby poznać sekrety starożytnej magii uczeń przechodzi cztery próby obrońców, na końcu każdej z nich znajdując myślodsiewnię – magiczne urządzenie służące do przechowywania i oglądania wspomnień. Każde z nich ujawnia historię obrońców, w tym przyczynę konfliktu z Izydorą, która wykorzystywała starożytną magię do usuwania negatywnych emocji i bólu, chcąc, żeby stało się to powszechną praktyką. Kiedy obrońcy odkryli, że czarownica absorbowała cudze emocje, żeby wzmocnić swoje moce, próbowali przekonać ją do zaniechania takich praktyk, a kiedy okazało się to bezskuteczne, rzucili na nią zaklęcie uśmiercające. Po ukończeniu wszystkich prób uczeń otrzymuje ostatnie zadanie: stworzenie wyjątkowej różdżki z artefaktów znalezionych w każdej myślodsiewni.
Po wytworzeniu różdżki przez Gerbolda Ollivandera uczeń wpada w zasadzkę Rookwooda, proponującego sojusz przeciwko goblinom, odmawia jednak i pokonuje czarnoksiężnika. Ranrok odnajduje repozytorium Izydory i wchłania starożytną magię, zamieniając się dzięki temu w smoka. Uczeń i Fig walczą z nim, ostatecznie pokonując go i kładąc kres rebelii goblinów, jednak Fig ginie w walce. Uczeń musi zdecydować, czy zapieczętować repozytorium, czy wchłonąć jego moc. Następnie kończy rok szkolny, przystępując do SUM-ów i zdobywając Puchar Domów dla swojego domu.

## Rozgrywka
Dziedzictwo Hogwartu jest inspirowaną franczyzą Wizarding World fabularną grą akcji z perspektywą trzeciej osoby osadzoną w Szkole Magii i Czarodziejstwa w Hogwarcie oraz jej okolicach. Podczas tworzenia grywalnej postaci możliwe jest wybranie jej wyglądu, głosu i typu ciała oraz określenie, czy spać będzie w dormitorium dla chłopców czy dziewczyn. Po ukończeniu prologu gracz bierze udział w Ceremonii Przydziału, podczas której zostaje przydzielony do jednego z czterech hogwarckich domów – Gryffindoru, Slytherinu, Ravenclawu bądź Hufflepuffu. Jeżeli konto gry powiązano z oficjalnym fanklubem Harry’ego Pottera Tiara Przydziału uwzględnia przypisany tam dom. W innym przypadku gracz odpowiada na dwa pytania, na podstawie których Tiara wskazuje najbardziej pasujący do stworzonej postaci dom; wybór ten można zaakceptować bądź wybrać inny. Każdy z czterech domów ma własny pokój wspólny, do którego wejść mogą wyłącznie uczniowie do niego przydzieleni. Od domu uzależnione są niektóre zadania poboczne oraz interakcje z innymi postaciami. Podobnie jak w książkach i filmach uczniowie zdobywają bądź tracą punkty dla swojego domu, jednak w grze na ich liczbę nie przekładają się bezpośrednio działania gracza.
Uczęszczając na zajęcia oraz wykonując misje główne i poboczne postać uczy się nowych zaklęć różnych rodzajów, następnie może łączyć je ze sobą w kombinacje i wypracować swój własny styl walki. Zaklęcia kontroli i mocy umożliwiają manipulowanie przedmiotami i przeciwnikami, np. podnoszenie ich (Levioso), transmutowanie, zamrażanie (Glacius) czy przyciąganie do siebie (Accio). Zaklęcia obrażeń wykorzystać można zarówno do usuwania z drogi przeszkód i rozwiązywania łamigłówek, jak i zadawania bezpośrednich ran przeciwnikom, chociażby od ognia (Incendio, Confringo) czy ciętych (Diffindo). Dodatkowo postać dysponuje zestawem zaklęć podstawowych, jak Revelio (ujawniające wrogów i przedmioty w pobliżu) czy Lumos (rozświetlające mrok), niezbędnych do eksploracji oraz wykonania zadań i aktywności pobocznych. Przeciwnicy mogą rzucić na siebie tarczę ochroną i pozostają niewrażliwi na ataki, dopóki ochrona nie zostanie zdjęta poprzez trafienie w nią zaklęciem odpowiedniego rodzaju (kontroli, mocy lub obrażeń), ciśnięcie we wroga większym przedmiotem, np. kamieniem albo beczką z prochem, klątwą bądź starożytną magią. Z czasem postać może nauczyć się zakazanych Zaklęć Niewybaczalnych, w tym uśmiercającego Avada kedavra. W odróżnieniu od książek i filmów z Wizarding World, w których czarodzieje mogą nieprzerwanie rzucać to samo zaklęcie, w Dziedzictwie Hogwartu większość zaklęć ofensywnych wymaga odczekania od kilku do kilkudziesięciu sekund, zanim możliwe będzie ponowne jego użycie. Dodatkowo postać używać może zaklęć niezbędnych do urządzania Pokoju Życzeń oraz opieki nad magicznymi stworzeniami.
Postać może wspomagać się w walce eliksirami, dostępnymi albo u sprzedawców, albo warzonymi samodzielnie po poznaniu receptury, zebraniu odpowiednich składników i uzyskaniu dostępu do stanowiska eliksirowarskiego. Samodzielne uwarzenie eliksirów wymaga odczekania od kilkudziesięciu sekund do kilkunastu minut czasu rzeczywistego, aż mikstura będzie gotowa do użycia. Przyrządzone mikstury można wykorzystać do leczenia grywalnej postaci (eliksir wiggenowy), wzmocnienia jej (edurus, maxima) czy wykorzystać je przeciwko wrogom (napar gazowy). Niektóre z eliksirów mają zastosowanie poza walką, np. eliksir niewidzialności pozwala przekraść się niepostrzeżenie koło wrogów i uniknąć konfrontacji. Poprzez uczęszczanie na zajęcia z zielarstwa postać odblokowuje możliwość sadzenia roślin. Większość z nich wykorzystywana jest jako składniki do warzenia eliksirów, ale niektórych – mandragory, kąsającej chińskiej kapusty i jadowitej tentakuli – można użyć w walce przeciwko wrogom. Magiczne stworzenia, którymi opiekuje się postać, co jakiś czas pozwalają zabrać składnik, np. pióro albo włosie, niezbędny do wytwarzania ulepszeń odzieży.
Poza zadaniami postać może podejmować się różnych aktywności pobocznych, takich jak gromadzenie wpisów o świecie do encyklopedii, przebijanie balonów podczas lotu na miotle czy rozwiązywanie łamigłówek Merlina. Wykonywanie zadań i aktywności pobocznych nagradzane jest punktami doświadczenia, a po zdobyciu odpowiedniej ich liczby postać awansuje na wyższy poziom, odblokowując nowe misje, zwiększając maksymalną żywotność oraz otrzymując punkty talentów, które może przeznaczyć na rozwijanie umiejętności pasywnych, które np. zwiększają biegłość w posługiwaniu się określanymi zaklęciami czy skuteczność warzonych eliksirów. Po ukończeniu odpowiedniej liczby wyzwań postać nagradzana jest przedmiotami kosmetycznymi, zwiększeniem pojemności ekwipunku czy atrybutami.
Chociaż postać większość zadań wykonuje sama, to po nawiązaniu przyjaznych relacji z określonymi bohaterami niezależnymi może towarzyszyć im w misjach związanych bezpośrednio z nimi, one zaś mogą dołączyć do grywalnej postaci podczas niektórych zadań głównych. Poza samym zamkiem Hogwart gracz może odwiedzać miejsca w jego pobliżu, takie jak magiczna wioska Hogsmeade czy Zakazany Las, a w nich miejsca pojawiające się na kartach powieści, jak chociażby gospody Pod Trzema Miotłami, Pod Świńskim Łbem czy sklep Zonka. W samym zamku postać ma dostęp do Pokoju Życzeń, który może wystroić pod swoje preferencje, a jego architektura sama zmienia się z czasem, dostosowując się do potrzeb postaci. W pokoju można korzystać m.in. z rozsadników do sadzenia roślin i stanowisk do warzenia eliksirów, oferuje on również dostęp do kilku oranżerii, w których żyć mogą fantastyczne zwierzęta złapane przez gracza. Postać może również oswajać i dosiadać niektóre stworzenia, w tym m.in. hipogryfy i testrale, oraz zajmować się wieloma innymi, np. jednorożcami czy pufkami. Chociaż w grze pojawiają się smoki, niemożliwe jest ich oswojenie.
Ze względu na rozgrywkę osadzoną w otwartym świecie, gracz może swobodnie eksplorować całą dostępną mapę. W poszczególnych obszarach pojawiają się inne aktywności i przeciwnicy, a żeby dostać się w niektóre miejsca konieczne jest dotarcie do odpowiedniego miejsca w głównym wątku fabularnym. Przemierzając świat otwierać można skrzynie ze skarbami zawierające nowe wyposażenie. Niektóre drzwi i skrzynie są zamknięte, a do ich otwarcia niezbędne jest poznanie zaklęcia Alohomora, które – w przeciwieństwie do książek – nie otwiera ich natychmiast, a aktywuje minigrę w otwieranie zamka. Po mapie przemieszczać można się pieszo bądź – po ukończeniu odpowiednich zadań – na miotle bądź wierzchowcu, zaś funkcję szybkiej podróży pełni proszek Fiuu. Uczęszczanie na zajęcia, z których większość jest wymagana, pozwala rozwijać fabułę i pozyskiwać nowe zdolności, odblokowujące nowe mechaniki rozgrywki. W miarę upływu roku szkolnego wnętrza i zewnętrza zamku zmieniają się, dostosowując do pór roku. Muzyka zmienia się dynamicznie w zależności od miejsca, w którym znajduje się gracz.

## Produkcja
Dziedzictwo Hogwartu zostało wyprodukowane przez studio Avalanche Software, które Warner Bros. Interactive Entertainment kupiło od Disneya w styczniu 2017. W tym samym roku Warner Bros. stworzyło nową markę wydawniczą, Portkey Games, pod szyldem której wydawane są produkcje na licencji Wizarding World. Gra powstawała na Unreal Engine, głównie na czwartej jego generacji. J.K. Rowling, autorka Harry’ego Pottera, nie była bezpośrednio zaangażowana w proces produkcji, chociaż Warner Bros. przyznało, że jej twórczość stanowi kanwę dla wszystkich projektów osadzonych w Wizarding World. Według szacunków ekspertów branżowych łączny budżet gry wyniósł około 150 mln USD.

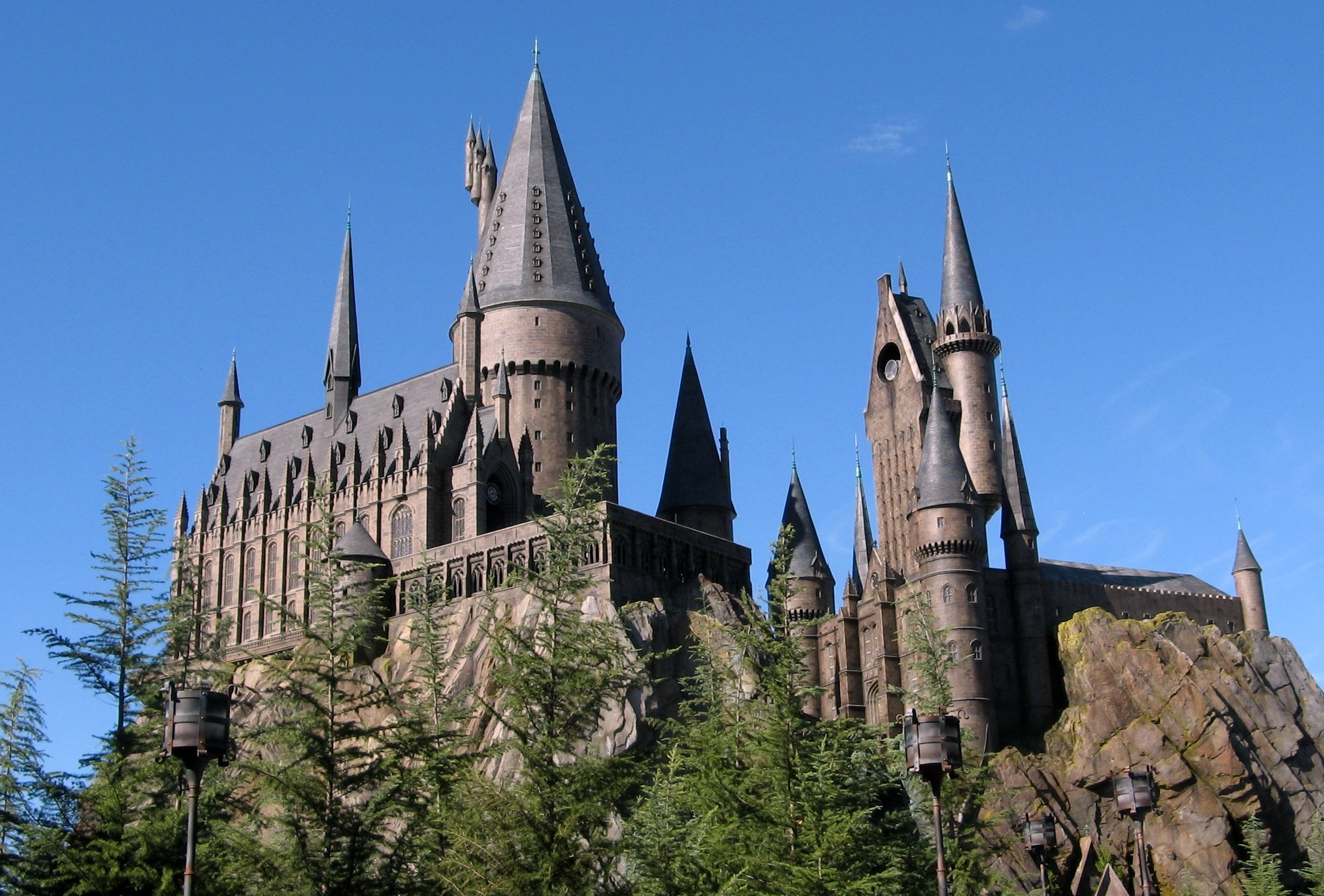
Zamek Hogwart przedstawiony w ekranizacjach filmowych. Chociaż ten w grze opiera się na jego wyglądzie zewnętrznym, wnętrza zostały zaprojektowane tak, żeby były jak najbardziej wierne opisom książkowym.

Główna scenarzystka Moira Squier przyznała, że twórcy zdecydowali się osadzić fabułę pod koniec XIX wieku, ponieważ żadna z prominentnych postaci z książek i filmów nie odgrywała wtedy jeszcze żadnej znaczącej roli, co pozwalało studiu na stworzenie własnego świata w realiach zbliżonych do Harry’ego Pottera i Fantastycznych zwierząt. Scenarzyści skupili się przede wszystkim na stworzeniu „zróżnicowanego zbioru” postaci, z którymi gracze mogliby się pozytywnie identyfikować. Chociaż w grze nie pojawiają się żadne kluczowe postacie z książkowego cyklu, to spotkać można w niej chociażby hogwarckie duchy, takie jak Prawie Bezgłowy Nick czy poltergeist Irytek. W Dziedzictwie Hogwartu udostępniono kreator pozwalający na stworzenie transpłciowego bohatera bądź bohaterkę oraz wprowadzono pierwszą w serii transpłciową postać – Sironę Ryan. Boston Madsen, główny projektant środowiska Hogwartu, podkreślił, że ogromne znaczenie miało dla zespołu stworzenie świata zbliżonego do książkowego pierwowzoru. Dodał, że chociaż zamek przedstawiony w grze jest wersją zaproponowaną przez Avalanche Software, to jest rozpoznawalny na pierwszy rzut oka i nie można pomylić go z żadnym innym. Reżyser Alan Tew przyznał, że twórcy chcieli zejść z utartej ścieżki i poza rzeczami, których w grze się spodziewano, przedstawić w niej również nowe miejsca i nieodkryte wcześniej komnaty. Tew i Madsen stwierdzili, że chciano, żeby pokoje wspólne poszczególnych domów były wyjątkowe, co podkreślono dodatkowo unikatową muzyką dla każdego domu. Podczas ich projektowania twórcom przyświecał zamiar wykreowania atmosfery wzbudzającej nostalgię i tęsknotę.
Troy Leavitt, do 2021 będący reżyserem gry, stwierdził, że studio miało dowolność w wyborze elementów, które najbardziej mogą spodobać się fanom. Dodał, że Dziedzictwo Hogwartu zostało zaprojektowane jako produkcja mająca dać graczom „doświadczenie przebywania w świecie czarodziejów”, o którym marzyli czytając książki albo oglądając filmy. Projektant Troy Johnson przyznał, że dzięki rozwojowi współczesnych konsol i technologii możliwe było stworzenie satysfakcjonującej gry osadzonej w Wizarding World. Otwarty świat zaprojektowano tak, żeby spełnić dwa nadrzędne cele: zapewnić graczom ogólną swobodę podczas grania oraz stworzyć spersonalizowane doświadczenia, dzięki którym każdy gracz mógłby cieszyć się nim na swój własny sposób.
Artyści Jeff Bunker i Vanessa Palmer stwierdzili, że podczas tworzenia wersji przeznaczonej na PlayStation 5 trzymali się pięciu technologicznych wytycznych: grafika i oprawa wizualna w rozdzielczości 4K, dźwięk 3D, ułatwienia dla niepełnosprawnych, wykorzystanie możliwości kontrolera DualSense oraz szybkie czasy ładowania. Efekty wizualne oraz magiczne stworzono dzięki Unreal Engine, możliwościom technicznym konsoli oraz systemowi Niagara.
W lutym 2021 Troy Leavitt spotkał się z krytyką części branży i fanów gier komputerowych, kiedy w swoich mediach społecznościowych opublikował wpisy wyrażające poparcie dla przywłaszczenia kulturowego i afery Gamergate. Niedługo później zrezygnował z funkcji reżysera i opuścił Avalanche Software, stwierdzając, że nie było to wynikiem krytyki, z jaką się spotkał. Warner Bros. nie ustosunkowało się w żaden sposób ani do słów Leavitta, ani do jego odejścia.

### Muzyka
Muzykę do gry skomponowali Peter Murray, J. Scott Rakozy i Chuck Myers, a dodatkowy wkład w nią miał Alexander Horowitz. Według Myersa produkcja trwała blisko cztery lata. Koordynator dźwięku Nathan Ayuobi stwierdził, że chociaż kompozytorzy inspirowali się muzyką Johna Williamsa do ekranizacji trzech pierwszych tomów Harry’ego Pottera, to skoncentrowali się na stworzeniu własnego, unikatowego stylu. Według Murraya i Rakozy’ego jednym z największych wyzwań było zachowanie odpowiedniego balansu pomiędzy ich oryginalnymi kompozycjami, a tymi, które powstały już wcześniej na potrzeby filmów osadzonych w Wizarding World. Przed premierą ścieżki dźwiękowej opublikowano utwór „Overture to the Unwritten”, wykonywany przez Seven Springs Symphony Orchestra & Choir na pięćdziesiąt cztery instrumenty.
Ścieżka dźwiękowa została wydana w dniu premiery gry w formie dwóch podwójnych albumów, na które składało się łącznie siedemdziesiąt pięć utworów – Hogwarts Legacy: Original Video Game Soundtrack oraz Hogwarts Legacy: Study Themes from the Original Video Game Soundtrack. Wytwórnia Mondo wydała go również na płytach winylowych.

### Dystrybucja
W 2018 roku, jeszcze zanim ogłoszono powstawanie Dziedzictwa Hogwartu, do Internetu wyciekł fragment rozgrywki. Grę zapowiedziano oficjalnie w październiku 2020 na branżowym pokazie Sony, wtedy też ujawniono, że trafi ona na PlayStation 5, PlayStation 4, Xboksa Series, Xboksa One i Windowsa w 2021. Następnie premiera została dwukrotnie opóźniona – najpierw na 2022, a następnie na 10 lutego 2023. Tego dnia gra wydana została na konsole dziewiątej generacji i komputery osobiste, zaś wydania na konsole ósmej generacji przesunięto na 5 maja. Wersję na Nintendo Switcha wydano 14 listopada 2023. Dziedzictwo Hogwartu trafiło do sprzedaży w trzech wersjach – standardowej, deluxe i kolekcjonerskiej. Wydanie kolekcjonerskie zawierało metalowe opakowanie na pudełko z grą, lewitującą czarodziejską różdżkę w skali 1:1, przedmioty cyfrowe z edycji deluxe oraz tematyczne pudełko. Osoby, które zakupiły w przedsprzedaży edycję deluxe lub kolekcjonerską otrzymywały możliwość zagrania trzy dni przed premierą. W ramach promocji gry w Stanach Zjednoczonych i Wielkiej Brytanii do sprzedaży udostępniono limitowany, nawiązujący do niej wizualnie kontroler DualSense.
Wraz z premierą wersji na konsole 8. generacji do gry wprowadzono tryb dla osób z arachnofobią, zmieniający domyślny wygląd pająków na bardziej kreskówkowy, nawiązujący do Harry’ego Pottera i więźnia Azkabanu.

### Zawartość dodatkowa
Po połączeniu profilu WB Games z oficjalnym fanklubem Harry’ego Pottera gracze otrzymują dostęp do darmowych przedmiotów kosmetycznych. Wersje na PlayStation oferują dostęp do zawartości dodatkowej obecnej wyłącznie na konsolach Sony – zadania pobocznego „Nawiedzony sklep w Hogsmeade” i przepis na eliksir felix felicis. Na zadanie składa się dodatkowe podziemie, zestaw przedmiotów kosmetycznych i możliwość prowadzenia własnego sklepu w Hogsmeade, podczas gdy po wypiciu eliksiru przez pewien czas na minimapie oznaczane są skrzynie z wyposażeniem. Osoby, które zakupiły edycję deluxe albo kolekcjonerską otrzymały dostęp do Czarnomagicznego zestawu, który dla posiadaczy zwykłej wersji dostępny jest jako dodatkowo płatna zawartość do pobrania. Zestaw zawiera niedostępnego inaczej wierzchowca, zestaw ubrań i arenę walk. Niedługo po premierze Dziedzictwa Hogwartu Tew oświadczył, że twórcy skoncentrowali się wyłącznie na zawartości dostępnej na start, nie planując żadnych dodatków w przyszłości.

## Odbiór

### Ze strony krytyków
Według agregatora recenzji Metacritic Dziedzictwo Hogwartu spotkało się z pozytywnym przyjęciem ze strony krytyków, ze średnią ocen wynoszącą od 83/100 w wersji na komputery osobiste do 87/100 w wersji na Xboksa Series X/S. W 2022 uznano ją za najbardziej wyczekiwaną grę 2023 podczas rozdania The Games Awards i Golden Joystick Awards, znalazła się także na zestawieniu najbardziej wyczekiwanych gier m.in. CNetu, CNN, Den of Geek, GameSpotu, IGN-u, PC Games National Public Radio, Polygonu, „Time’a”, VentureBeat i VG247.
Wielu krytyków chwaliło świat gry i oprawę wizualną, w tym przede wszystkim sposób, w jaki odtworzono zamek Hogwart. Recenzent GamesRadar+ stwierdził, że świat przedstawiony w grze jest wierny temu, co przedstawiono dotychczas w Wizarding World, zaś Chris Carter z Destructoidu docenił całościowy wygląd świata i to, że pozytywnie współgra on z całym uniwersum. W podobnym tonie wypowiedziało się wielu innych krytyków, a recenzent magazynu „NME” stwierdził, że świat gry jest prawdopodobnie najlepszym, jaki mogli wymarzyć sobie fani. Z pochwałami spotkał się także projekt zamku oraz jego poziomów. Liam Croft z Push Square zwrócił uwagę przede wszystkim na klimat poziomów i to, jak prezentują się pod względem wizualnym, stwierdzając, że nawet pozbawione celu czynności – jak chociażby samo przemierzanie Hogwartu – są przyjemne. Pozytywnie oceniono także otaczające zamek szkockie Highlands, chociaż zdaniem części recenzentów nie były one tak zajmujące, jak sam zamek i jego najbliższe okolice.
Rozgrywka spotkała się z mieszanym odbiorem. Morgan Park z „PC Gamera” chwalił „proste, ale współgrające ze sobą systemy” Dziedzictwa Hogwartu, takie jak chociażby możliwość toczenia czarodziejskich pojedynków czy personalizowania Pokoju Życzeń. Melanie Weißmann z niemieckiego Eurogamera doceniła przywiązanie do szczegółów motywujące gracza do dokładnego badania świata, budującą atmosferę muzykę i projekt niektórych zadań oraz łamigłówek. Carter pochwalił zróżnicowanie aktywności pobocznych i znajdziek, stwierdził jednak, że gra jako całokształt pod tym względem niczym się nie wyróżnia i sprawia wrażenie „zapakowanej w wydmuszkę źle zaprojektowanego otwartego świata”. Także w recenzji „NME” stwierdzono, że projekt gry jest przestarzały, co prawdopodobnie było wynikiem przedłużającego się cyklu produkcyjnego. Keza MacDonald z „The Guardian” uznał grę za „kompetentną, ale bez fajerwerków” i uznał, że chociaż jej klimat jest „magiczny”, to jednak pod względem mechanik rozgrywki nie wyróżnia się ona na tle innych otwartych światów. Paul Tamburro z Game Revolution stwierdził, że Dziedzictwo Hogwartu jest przyjemnym, ale niezapadającym w pamięć fanserwisem dla miłośników Harry’ego Pottera, a wielu pojawiającym się w nim aktywnościom, jak chociażby chodzeniu na lekcje czy warzeniu eliksirów, brakuje głębi. Powszechnie chwalonym elementem rozgrywki była walka. Recenzent PCGamesN uznał ją za najmocniejszy aspekt gry, zaś The A.V. Club za aspekt najbardziej interesujący, a coraz trudniejsze walki za „autentycznie ekscytujące”. W recenzji GameSpotu stwierdzono, że walka i zaklęcia dają graczowi „poczucie wielkiej mocy”, krytykowano jednak schemat zmieniania zaklęć oraz „nieinteresujący” projekt przeciwników; na brak zróżnicowania wrogów narzekał także Matt Miller z „Game Informera”.
Fabuła Dziedzictwa Hogwartu podzieliła krytyków. Niektórzy chwalili sposób, w jaki twórcy poprowadzili narrację, żeby opowiedzieć oryginalną historię w świecie, który dla wielu jest bardzo znajomy. Redaktorzy Windows Central i Screen Rantu uznali przedstawioną w grze historię za „angażującą”, zaś recenzent Video Games Chronicle stwierdził, że niektóre zadania poboczne są najlepszym, co seria ma do zaoferowania. Zdaniem Kevina Dunsmore’a z Hardcore Gamera fabuła gry była „porywająca”, ale im bliżej końca, tym bardziej wytracała impet. Gabriel Zamora z „PC Magazine” skrytykował przede wszystkim decyzję, żeby grywalna postać ponownie reprezentowała archetyp „Wybrańca”. Dla niektórych recenzentów fabuła gry była nijaka, a momentami wręcz pozbawiona logiki.
W większości pozytywnie oceniono postacie. Zdaniem Windows Central są one interesujące, sprawiając, że świat przedstawiony nabiera większej głębi. Według redaktora CNetu postacie są dobrze napisane i zróżnicowane pod względem etnicznym, co podkreślił także Zamora. Travisowi Northupowi z IGN-u spodobali się towarzysze jako postacie dobrze napisane i mające swoją rolę w fabule. Chwalono także aktorstwo głosowe; zdaniem Zamory, dzięki dobremu dubbingowi wszelkie rozmowy brzmiały naturalnie. Recenzent Video Games Chronicle stwierdził jednak, że niektórzy bohaterowie niezależni poza Hogwartem są pozbawieni życia. Według Dunsmore’a Ranrok i Rookwood nie sprawdzili się jako antagoniści, będąc postaciami nieprzekonującymi i gorszymi od innych złoczyńców z uniwersum Harry’ego Pottera.
Z dużą krytyką spotkała się oprawa techniczna gry. „PC Gamer” wskazywał na krótkie, ale bardzo częste zacięcia podczas otwierania drzwi oraz spadki klatkażu, chociaż na ekranie nie działo się nic, co by je usprawiedliwiało. Niemiecki Eurogamer odnotował problemy z cieniowaniem oraz „drętwe” animacje twarzy postaci, zaś zdaniem CNetu sposób, w jaki poruszały się ich oczy, niekiedy sprawiał wrażenie nienaturalnego. W wielu recenzjach odnotowano, że na wydajność gry rzutują liczne problemy techniczne, takie jak wolne ładowanie tekstur, spadki klatkażu, błędy wizualne, przenikanie obiektów czy niejednolite oświetlenie. GameStar wskazał, że w wersji recenzenckiej na komputery osobiste problemy z wydajnością pojawiały się przede wszystkim w miejscach, w których znajdowało się jednocześnie wiele postaci, jednak pierwsza łatka usunęła część niedogodności.

### Kontrowersje

#### Domniemane motywy antysemickie
Kiedy w marcu 2022 zaprezentowano pierwszy zwiastun z rozgrywką, grę krytykowano za osadzenie jej podczas rebelii goblinów przy jednoczesnym skoncentrowaniu się na grywalnej postaci, która bierze aktywny udział w jej stłamszeniu. Już wcześniej historię i kulturę goblinów przedstawioną w Wizarding World uznano za bazującą na motywach antysemickich. Po premierze zwiastuna część osób uznała, że Dziedzictwo Hogwartu przedstawia historię ciemiężonej mniejszości, która podczas walki o wolność i równe prawa zostaje uznana za zagrożenie przez większość od dawna odmawiającą im swobód.
Sposobu, w jaki przedstawiono gobliny zarówno w grze, jak i w Harrym Potterze, wielokrotnie także broniono. Pozarządowa organizacja Kampania przeciwko Antysemityzmowi stwierdziła, że wyobrażenie to jest zgodne z tym, jak od wieków przedstawia się gobliny w fantastyce zachodniej, przez co nie można zarzucić celowego promowania zachowań antysemickich ani Rowling, ani autorom gry. Organizacja pochwaliła także Rowling za niestrudzone wsparcie, jakie okazuje społeczności żydowskiej. Travis Northup z IGN-u w rozmowie z „The Times of Israel” nie zgodził się ze stwierdzeniem, że w grze znajdują się motywy antysemickie. Wskazał, że Dziedzictwo Hogwartu nie przedstawia grup goblinów mających kontrolę nad bankami albo próbujących przejąć władzę, a pojedynczego goblina, który buntuje się przeciwko czarodziejom ze względu na to, że ci od wieków odmawiają jego pobratymcom stosowania magii. Żydowski komik i komentator polityczny Jon Stewart, który według niektórych mediów wysunął wobec twórców podobne zarzuty, niedługo później wyjaśnił, że został źle zrozumiany i nie uważa, żeby Rowling bądź sposób, w jakie przedstawiono gobliny w Harrym Potterze nosiły znamiona antysemityzmu. Dodał, że motywy antysemickie są tak mocno zakorzenione w społeczeństwie, że niemalże nie można ich zauważyć.

#### Odbiór ze strony społeczności trans
Dziedzictwo Hogwartu stało się przedmiotem sporu w związku z wypowiedziami Rowling odnośnie do osób transpłciowych, przez niektórych uznanych za transfobiczne. Krytycy Rowling wezwali do zbojkotowania gry w ramach solidaryzowania się ze społecznością transpłciową, a zarazem ograniczenia tantiem, jakie pisarka otrzyma po premierze. Większość odbiorców uznała, że gra powinna być oceniana niezależnie od prywatnych poglądów twórczyni uniwersum. W świetle krytyki spadającej na Rowling David Haddad, prezes Warner Bros. Interactive Entertainment, stwierdził w imieniu studia, że ma ona pełne prawo do wyrażania własnych opinii. Sebastian Croft, użyczający głosu grywalnej postaci, na kilka tygodni przed premierą Dziedzictwa Hogwartu odciął się od poglądów Rowling. Transpłciowa youtuberka Jessie Earl w artykule dla GameSpotu stwierdziła, że każda strona powinna wyciągnąć własne wnioski, a chociaż nie ma nic złego w chęci zagrania w Dziedzictwo Hogwartu, to osoby, które się na to zdecydują, nie mogą uważać się za wspierające społeczność trans. Konserwatywny obserwatorzy stwierdzili, że bojkot okazał się bezskuteczny. „The Daily Telegraph” zauważył, że przyniósł efekt dokładnie odwrotny do zamierzonego i nie udało mu się przyciągnąć uwagi osób niezainteresowanych problemami transspołeczności, zaś zdaniem Fox News grze udało się przezwyciężyć kulturę unieważniania.
Tuż przed premierą stworzono stronę internetową, której jedynym celem było wyszukiwanie osób transmitujących rozgrywkę z Dziedzictwa Hogwartu na Twitchu i nękanie ich. Chociaż strona została szybko zdjęta, do tego czasu krytycy Rowling wykorzystywali ją, żeby naprzykrzać się użytkownikom serwisu. Część streamerów i twórców internetowych udostępniających rozgrywkę z wczesnego dostępu była krytykowana i nękana przez osoby, którym nie podobały się wypowiedzi Rowling. W wyniku takich działań niektórzy postanowili całkowicie zrezygnować ze strumieniowania gry – według Polygonu częściowo podyktowane było to ostracyzmem, a częściowo obawą przed nękaniem. Pomimo prób zbojkotowania Dziedzictwa Hogwartu przez krytyków Rowling, 7 lutego pobiło ono rekord liczby osób oglądających rozgrywkę z produkcji przeznaczonej dla jednego gracza, gromadząc 1,27 mln widzów.
Jako odpowiedź na kontrowersje wokół Rowling część magazynów i portali zdecydowała się nie recenzować Dziedzictwa Hogwartu, a na internetowym forum ResetEra zakazano wszelkich dyskusji o nim. Magazyn „Wired” w opublikowanym przez siebie tekście przyznał grze ocenę 1/10, twierdząc, że jest ona przeciętna i szkodliwa. Recenzja ta, odebrana jako motywowana pobudkami czysto politycznymi i światopoglądowymi, została skrytykowana przez konserwatystów. Studio Avalanche w odpowiedzi zapewniło, że podczas procesu produkcyjnego położono nacisk na to, żeby świat przedstawiony był bogaty i różnorodny, a każdy gracz mógł znaleźć w nim grupę bądź osobę, z którą może się utożsamić. Zdaniem PinkNews transpłciowa Sirona Ryan została odebrana przez niektórych aktywistów jako postać wprowadzona do gry wyłącznie po to, żeby odciąć się od wypowiedzi Rowling i uniknąć krytyki, sama bowiem nie wnosi do Dziedzictwa Hogwartu niczego szczególnego.

### Sprzedaż
23 lutego 2023 Warner Bros. Discovery poinformowało, że gra rozeszła się w ponad 12 mln kopii, generując zysk w wysokości 850 mln USD, zaś do początku maja sprzedano 15 mln, co przełożyło się na ponad 1 mld USD zysku. Podczas wczesnego dostępu w Dziedzictwo Hogwartu na Steamie grało jednocześnie ponad 489 tys. osób, dzięki czemu stało się drugą najpopularniejszą pod tym względem grą dla jednego gracza w historii, wyprzedzaną jedynie przez Cyberpunk 2077. Po premierze liczba graczy wynosiła 879 tys., dzięki czemu zajęła ósme miejsce na liście gier z największą liczbą grających jednocześnie użytkowników – uwzględniając zarówno tytuły jedno-, jak i wieloosobowe.
Ze względu na politykę Steama, który oddziela zamówienia przedpremierowe od popremierowych oraz różne wydania tej samej gry, w tygodniu premiery Dziedzictwo Hogwartu zajmowało cztery pierwsze miejsca na liście najpopularniejszych gier na platformie. W Europie była to szósta najlepsza premiera gry komputerowej od czasu debiutu zestawienia European Monthly Charts. Analitycy porównali pierwszy tydzień gry na rynku do sprzedaży Elden Ring, wskazując, że sprzedaż nośników fizycznych wzrosła o 80% i 88%. W Wielkiej Brytanii Dziedzictwo Hogwartu było najlepiej sprzedającą się na płytach grą przez następne cztery tygodnie. W Japonii zadebiutowało na pierwszym miejscu sprzedaży, rozchodząc się w ponad 67,1 tys. kopii n a PlayStation 5, pozostając liderem przez kilka kolejnych tygodni – do 2 kwietnia 2023 sprzedano tam ponad 161,8 tys. egzemplarzy. W Niemczech sprzedano ponad 600 tys. kopii w ciągu dwóch i pół tygodnia od premiery, co przełożyło się na tytuł jednej z najpopularniejszych gier 2022 i 2023 roku. W Stanach Zjednoczonych była to najlepiej sprzedająca się gra lutego 2023. W Polsce Dziedzictwo Hogwartu było najlepiej sprzedającą się grą w tygodniu premiery i pozostawało w pierwszej dziesiątce najpopularniejszych gier przez następne siedem tygodni.